# Jens Hansen-Aarslev
Jens Hansen-Aarslev (26. januar 1847 i Årslev – 9. oktober 1928 i Aarhus), var en dansk kunstmaler, der levede det meste af sit liv i Brabrand-Årslev. 
Han var søn af husmand Hans Mogensen og Karen Jensdatter Kande og skiftede på et tidspunkt navn fra Hansen til Hansen-Aarslev. Hansen-Aarslevs Vej i Voldbæk mellem Årslev og Brabrand er opkaldt efter ham.
Hansen-Aarslev arbejdede i sine unge år ved landbruget, men en aarhusiansk forretningsmand, han var gårdskarl hos, bemærkede hans evner til at tegne og sørgede for, at han modtog undervisning på Prins Ferdinands Haandværker- og Tegneskole i Aarhus i årene 1870-72 og herefter på Kunstakademiet i København, som han afgik fra 18. marts 1878. I årene 1878-81 var han elev på Léon Bonnats skole i Paris. Da han kom tilbage til Danmark flyttede han efter få år tilbage til barndomshjemmet og lagde i høj grad karrieren som maler på hylden. Efter sigende var en medvirkende årsag til dette ulykkelig kærlighed til den norske maler Kitty Kielland. De sidste mange år levede han som eneboer og blev betragtet som en særling. Han ligger begravet på kirkegården ved Sønder Aarslev Kirke, hvorfra han blev begravet 14. oktober 1928
Blandt hans værker – der er bevaret ca. 200 – kan nævnes de nuværende alterbilleder i Brabrand Kirke, malet 1893-94, og No Kirke, malet 1878.